# Хамлет (представа из 2016)
Хамлет је позоришна представа рађена по истоименој трагедији Вилијама Шексипира. Превод представе урадили су Живојин Симић и Сима Пандуровић, док је адаптацију извршио Горан Стефановски. Представа је премијерно изведена на сцени „Љуба Тадић” Југословенског драмског позоришта 17. септембра 2016. године.

## О представи
Представа Хамлет рађена је по истоименом делу Вилијама Шексипира. Редитељ представе Александар Поповски значајно је изменио сценски текст у односну на Шекспирово дело и из њега искључио ликове Хорација и Лаерта. Радња представе почиње упутством за глумце из трећег чина оригиналног дела Хамлет, а главни фокус представе је у игри.
Премијерно је изведена 17. септембра 2016. на сцени „Љуба Тадић” у Југословенском драмском позоришту.
Главне улоге у представи тумачили су Небојша Глоговац (Хамлет), Јасна Ђуричић (Гертруда), Никола Ракочевић (Клаудије), Јована Стојиљковић (Офелија), Горан Шушљик (Полоније), Власта Велисављевић, касније Светозар Цветковић (Дух хамлетовог оца), Бојан Димитријевић (Гробар), Милош Самолов (Розенкранц) и Борис Миливојевић (Гилденстерн).
Представа је играна велики број пута у Србији, на Југословенском позоришном фестивалу у Ужицу, у Хрватској на Међународном фестивалу у Ријеци, где је добила високу оцену, у Хрватском народном казалишту у Загребу и у другим државама бивше СФРЈ.

## Радња представе
Радња почиње након упутства глумцима које изговара дух Хамлетовог оца, кога је глумио Власта Велисављевић, а касније га заменио Светозар Цветковић. Одмах након тога прелази се на пети чин Шекспирове трагедије, на гробљу, што у први план гура и проблем смртности.
| Стихове песме Шупљи људи Томаса Стернса Елиота изводи гробар (Бојан Димитријевић). Стражаре Розенкранца и Гилденстерна тумаче Милош Самолов и Борис Миливојевић. Глумац Никола Ракочевић тумачио је младог и арогантног Клаудија, глумица Јасна Ђуричић његову изабраницу Гетруду, док је главна улога Хамлета припала Небојши Глоговцу, који је, како сматрају критичари, одиграо маестрално свој лик. |

Хамлет Александра Поповског последњи пут одигран је 13. децембра 2017. године, што је уједно била и последња одиграна улога Небојше Глоговца у позоришту.

## Улоге
| Глумац                                   | Улога              |
| ---------------------------------------- | ------------------ |
| Небојша Глоговац                         | Хамлет             |
| Јасна Ђуричић                            | Гетруда            |
| Никола Ракочевић                         | Клаудије           |
| Јована Стојиљковић                       | Офелија            |
| Горан Шушљик                             | Полоније           |
| Власта Велисављевић / Светозар Цветковић | дух Хамлетовог оца |
| Бојан Димитријевић                       | гробар             |
| Милош Самолов                            | Розенкранц         |
| Борис Миливојевић                        | Гилденстерн        |

| Адаптација      | Горан Стефановски               |
| Превод          | Живојин Симић и Сима Пандуровић |
| Музика          | Кирил Џајковски                 |
| Сценограф       | Група Нумен и Ивана Јонке       |
| Костимограф     | Марија Марковић                 |
| Видео           | Лана Цавар и Тими Шарец         |
| Дизајнер светла | Дејан Драганов                  |
| Сценски говор   | Љиљана Мрковић Поповић          |
| Сценски покрет  | Соња Вукућевић                  |

## Награде и признања
- Годишња награда ЈДП-а Власти Велисављевићу за улогу духа Хамлетовог оца (2017).[8]
- Награда „Бранка и Млађа Веселиновић“ Небојши Глоговцу за улогу Хамлета, (2017)[9]
- Годишња награда ЈДП-а за режију представе Александру Поповском (2017)[10]
- Награда за сценографију и посебан уметнички допринос Свену Јонкеу од стране Југословенског драмског позоришта (2017)[11]
- Награда Дориан Соколић групи Нумен и Ивани Јонке за најбољу сценографију од стране стручног жирија 24. Фестивала Малих сцена у Ријеци (2017)[12]